# Egalitäre Gesellschaft
Egalitäre Gesellschaft (französisch égalité, von lateinisch aequalitas: „die Gleichheit“) bezeichnet eine soziale Gruppe, Gemeinschaft oder Gesellschaft, bei der grundsätzlich alle Mitglieder den gleichen Zugang zu den zentralen Ressourcen haben (Nahrungsmittel, Güter, Land usw.) und kein Mitglied dauerhaft Macht über Andere ausüben kann. Der soziale Status des Einzelnen ist in egalitären Gruppen vor allem von seinen Fähigkeiten und seinem Willen abhängig, es herrscht politische und soziale Gleichheit. Diese „Herrschaftslosigkeit“ wird im politischen Zusammenhang Akephalie genannt („ohne Haupt“). Individueller Besitz und Eigentum sind nur nachrangige Wertvorstellungen in solchen Gruppen.
Der Begriff findet vor allem in der Ethnologie (Völkerkunde) Verwendung und bezieht sich hauptsächlich auf Jäger und Sammler (Wildbeuter-Horden) oder andere kleine lokale Gemeinschaften traditionell lebender Ethnien, die seit jeher diese Form des Umgangs miteinander pflegen.
Bestrebungen zu mehr sozialer Gleichheit in modernen staatlichen Gesellschaften werden als Egalitarismus bezeichnet.